# フィリップ・ハインリヒ・エルレバッハ
フィリップ・ハインリヒ・エルレバッハ（Philipp Heinrich Erlebach, 1657年7月25日 - 1714年4月17日）は、ドイツの作曲家。

## 生涯
東フリースラント地方のエセンス出身。父はオストフリースラント伯の宮廷の音楽家で、エルレバッハもオストフリースラント伯領で音楽教育を受けた。1678年よりテューリンゲン地方のシュヴァルツブルク＝ルードルシュタット侯国の宮廷に派遣され、1681年に宮廷楽長に就任した。33年間在職し、ルードルシュタットで死去した。

## 作品
作品には管弦楽曲、室内楽曲、オペラ、カンタータ、ミサ曲、オラトリオなどがある。多作な作曲家で1000曲以上の作品を残したが、1735年にルードルシュタット城で発生した火災で多くの楽譜が焼失してしまった。